# 얼굴 (2018년 영화)
얼굴(Twarz, Mug)은 폴란드에서 제작된 마우고시카 슈모프스카 감독의 2018년 드라마 영화이다. 마테우시 코스치우키에비치 등이 주연으로 출연하였다.

## 출연

### 주연
- 마테우시 코스치우키에비치
- 아그네츠카 포드시아들릭